# Eric Gales

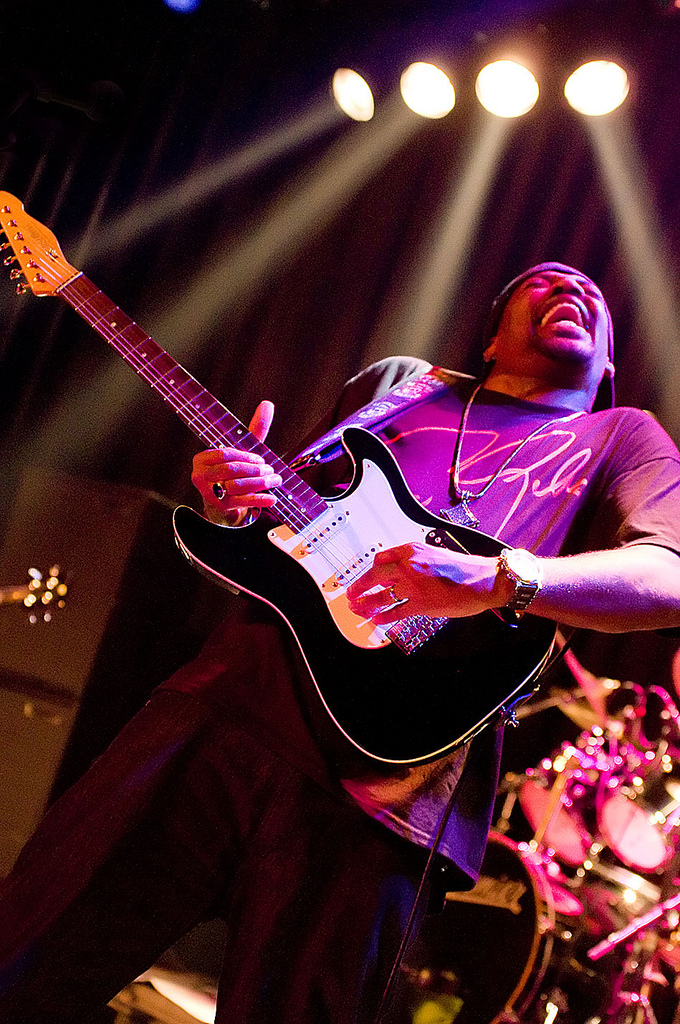
Eric Gales (2011)

Eric Gales (geb. 29. Oktober 1974 in Memphis, Tennessee) auch bekannt als Raw Dawg, ist ein amerikanischer Blues-Rock-Gitarrist, der ursprünglich als Wunderkind gefeiert wurde. Bis 2018 hat Gales 17 Alben für große Plattenfirmen aufgenommen und Sessions und Tribute-Arbeiten geleistet. Er hat auch Gesang auf mehreren Platten der Memphis-Rapgruppen Prophet Posse und Three 6 Mafia unter dem Namen Lil E beigetragen.

## Karriere
Gales begann im Alter von vier Jahren sich für das Gitarre spielen zu interessieren. Seine älteren Geschwister, Eugene und Manuel (Little Jimmy King), lehrten ihn in jungen Jahren Lieder und Licks im Stil von Jimi Hendrix, Albert King, B. B. King und anderen. 1985 begannen der junge Gales mit seinem Bruder Eugene, der ihn am Bass unterstützte, bei Blues-Wettbewerben zu spielen. Obwohl Gales eine rechtshändige Gitarre „auf den Kopf gestellt“ spielt (also mit der Bass-E-Saite auf der Unterseite), ist er nicht von Natur aus linkshändig; er wurde von seinem Bruder, der Linkshänder ist, so unterrichtet und hat diese unkonventionelle Technik nie in Frage gestellt.
Ende 1990 unterschrieben Eric und Eugene Gales bei Elektra Records einen Vertrag und veröffentlichten zusammen mit dem Schlagzeuger Hubert Crawford The Eric Gales Band (1991) und Picture of a Thousand Faces (1993). Eine Leserumfrage der Zeitschrift Guitar World zeichnete Eric 1991 als „Bestes neues Talent“ aus. Während dieser Zeit hatte er zwei Rock-Radio-Hits, Sign of the Storm (Nummer 9, U.S. Mainstream Rock) und Paralyzed (Nummer 31, U.S. Mainstream Rock).
1994 trat Gales mit Carlos Santana bei Woodstock 94 auf. 1995 schloss sich Gales mit seinen beiden Brüdern zusammen, um ein Album aufzunehmen, Left Hand Brand (1996 veröffentlicht). 2001 veröffentlichte Gales sein Album That’s What I Am. Es folgten die Alben Crystal Vision (2006) und The Story of My Life und Layin (2008). Down the Blues (2009), Relentless (2010),  Transformation (2011) und Live (2012) folgten.
Im Jahr 2004 steuerte er ein Cover von May This Be Love zum Album Power of Soul: A Tribute to Jimi Hendrix bei. Im Jahr 2008 nahmen er und andere Gitarristen an der Tournee zu Ehren von Jimi Hendrix, Experience Hendrix, teil. Zu den Musikern der Tournee gehörten Billy Cox, Eric Johnson, Chris Layton, Doyle Bramhall II, Brad Whitford und Mitch Mitchell (es war die letzte Tour, auf der Mitchell spielte).
Im Winter 2010 machte Gales mit TM Stevens am Bass und Keith LeBlanc am Schlagzeug eine Tournee durch Europa. Die Tour wurde als VooDoo Chile bezeichnet und enthielt Werke von Jimi Hendrix sowie Originalmaterial von Gales und Stevens.
Im Februar 2013 veröffentlichte Magna Carta Records das Album Pinnick Gales Pridgen, das von Mike Varney produziert wurde und Gales an Gitarre und Gesang, Doug Pinnick an Bass und Gesang und Thomas Pridgen am Schlagzeug enthält. Das 13-Track-Album enthielt einen Cover-Song, Sunshine of Your Love, ursprünglich von Cream, ein kurzes Instrumental nach Ludwig van Beethovens Für Elise. Die restlichen Songs wurden von einer Kombination aus Pinnick, Gales, Pridgen und Varney geschrieben. Das Nachfolgealbum PGP2 wurde im Juli 2014 veröffentlicht.
Im Jahr 2017 veröffentlichte Gales seine neueste und fünfzehnte Studioarbeit, Middle of the Road, bei der zahlreiche Künstlern, darunter Gary Clark Jr., Lauryn Hill einen Beitrag leisteten. Auch sein Bruder und seine Mutter sind darauf vertreten.

## Stil
Wie einige andere Gitarristen (Albert King oder Doyle Bramhall) spielt er die Gitarre eigenwillig; zwar wie ein Linkshänder, jedoch mit umgekehrt aufgezogenen Saiten. Bevorzugtes Instrument ist das Fender-Modell Stratocaster; wie Jimi Hendrix bevorzugt er Marshall-Verstärker. Später verwendet er Verstärker der Marke “Two Rock” die ihm als “cleane” Basis für seine Pedale dienen. Heute verwendet er hauptsächlich seinen “Raw Dawg” Signature-Verstärker des Herstellers DV-Mark.
Markus Baro bezeichnete den Stil des Debütalbums im Break Out als „lupenreine[n] bluesige[n] Hardrock“. Er zog Vergleiche mit Jimi Hendrix, Robin Trower und Jeff Beck heran.
Auch klinge es streckenweise nach Dan Reeds Debüt, jedoch abzüglich der Funk-Komponente.
Im Musikexpress von 1991 bemühte Andreas Kraatz Eric Clapton, Jimi Hendrix und Robin Trower als Vergleich. 1993 meinte Werner Theurich, Gales präsentiere „voluminös verspielten Rock-Pomp aus Virtuosensicht […] irgendwo zwischen Hendrix und Hardrock, nicht ohne Brillanz, aber mit der eitlen Pose frühreifer Beinahe-Perfektion.“ Peter Felkel schrieb 1996, er habe „dampfende[n] Soul-Blues-Rock“ vernommen, bestehend aus Elementen von Sly & The Family Stone, Robert Cray, Jimi Hendrix und Johnny Guitar Watson.
Das Album Crystal Vision von 2006 rezensierte Alan Tepper im Eclipsed. Retrospektiv meinte er: „Eric Gales wurde zu Beginn der 90er als Nachfolger von Jimi Hendrix gehandelt, aber das war dann wohl doch ein wenig zu hoch gegriffen.“ Das Album sei rockig, bluesig und funkig, der „Gitarrensound [jedoch] so heftig, dass kaum noch Nuancen hörbar werden“. Und abschließend: „Gales Soli überzeugen bei ruhigeren Songs auf ganzer Länge, doch wenn es härter wird, verliert er sich allzu schnell in Selbstgefälligkeit.“
Die Texte transportieren keine Botschaften, zum Beispiel politischer Art, weil dies die Leute ohnehin nicht wahrnehmen würden, meinte der 16-jährige Gales. Es genüge, eine positive Stimmung zu erzeugen.